# Aleksiej Arapow
Aleksiej Nazarowicz Arapow (ros. Алексе́й Наза́рович Ара́пов, ur. 6 marca?/19 marca 1906 w obwodzie swierdłowskim, zm. 14 września 1943 w rejonie bachmackim) – radziecki wojskowy, podpułkownik, Bohater Związku Radzieckiego (1943).

## Życiorys
Miał wykształcenie niepełne średnie, był uczniem tokarza i tokarzem, później robotnikiem w truście w Swierdłowsku, 1927–1928 pracował w truście węglowym w Donbasie jako sekretarz techniczny, kurier i maszynista w kopalni. Od listopada 1928 służył w Armii Czerwonej, w 1930 został członkiem WKP(b), w 1931 ukończył wojskową szkołę piechoty we Władykaukazie, 1931–1932 dowodził plutonem karabinów maszynowych 9 Dońskiej Dywizji Piechoty w Nowoczerkasku. Później został zastępcą dowódcy kompanii batalionu w Samodzielnej Dalekowschodniej Armii Czerwonego Sztandaru, następnie pomocnikiem szefa i szefem sztabu batalionu, potem dowódcą kompanii, w październiku 1938 został przeniesiony do Orłowskiego Okręgu Wojskowego na stanowisko dowódcy kompanii w Biełgorodzie. Podczas czystek w Armii Czerwonej pod koniec 1938 został na pewien czas wykluczony z partii i zwolniony z funkcji. W czerwcu 1940 podjął studia w Akademii Wojskowej im. Frunzego, od października 1941 jako pomocnik szefa oddziału Wydziału Operacyjnego Sztabu 50 Armii Frontu Briańskiego\Zachodniego brał udział w walkach na froncie, m.in. w bitwie pod Moskwą i obronie Tuły. Jesienią 1941 został szefem sztabu 8 Korpusu Powietrznodesantowego, następnie sformowanej w jego miejsce 3 Gwardyjskiej Powietrznodesantowej Dywizji Piechoty, z którą od lutego 1943 uczestniczył w walkach na Froncie Północno-Zachodnim, a od wiosny 1943 Froncie Stepowym, następnie Centralnym. Walczył pod Małoarchangielskiem, a w sierpniu-wrześniu 1943 we wschodniej Ukrainie, gdzie 30 sierpnia 1943 powietrznodesantowa dywizja piechoty wyzwoliła Głuchów, następnie walczył nad Desną, 6 września 1943 brał udział w wyzwalaniu Konotopu, a 9 września Bachmacza. Podczas walk w rejonie bachmackim zginął w niemieckim nalocie bombowym.

## Odznaczenia
- Złota Gwiazda Bohatera Związku Radzieckiego (pośmiertnie, 17 października 1943)
- Order Lenina (pośmiertnie, 17 października 1943)
- Order Czerwonego Sztandaru (31 stycznia 1942)
- Order Wojny Ojczyźnianej II klasy (17 sierpnia 1943)